# Sainte-Scolasse-sur-Sarthe
Sainte-Scolasse-sur-Sarthe és un municipi francès situat al departament de l'Orne i a la regió de Normandia. L'any 2007 tenia 602 habitants.

## Demografia

### Població
El 2007 la població de fet de Sainte-Scolasse-sur-Sarthe era de 602 persones. Hi havia 285 famílies de les quals 124 eren unipersonals (33 homes vivint sols i 91 dones vivint soles), 87 parelles sense fills, 66 parelles amb fills i 8 famílies monoparentals amb fills.
La població ha evolucionat segons el següent gràfic:
Habitants censats

### Habitatges
El 2007 hi havia 353 habitatges, 287 eren l'habitatge principal de la família, 43 eren segones residències i 24 estaven desocupats. 245 eren cases i 65 eren apartaments. Dels 287 habitatges principals, 144 estaven ocupats pels seus propietaris, 140 estaven llogats i ocupats pels llogaters i 2 estaven cedits a títol gratuït; 50 tenien una cambra, 20 en tenien dues, 64 en tenien tres, 79 en tenien quatre i 74 en tenien cinc o més. 191 habitatges disposaven pel capbaix d'una plaça de pàrquing. A 143 habitatges hi havia un automòbil i a 65 n'hi havia dos o més.

### Piràmide de població
La piràmide de població per edats i sexe el 2009 era:
| Homes | Edats   | Dones |
| ----- | ------- | ----- |
| 0     | 95 o +  | 4     |
| 0     | 90 a 94 | 8     |
| 0     | 85 a 89 | 12    |
| 4     | 80 a 84 | 8     |
| 20    | 75 a 79 | 16    |
| 16    | 70 a 74 | 20    |
| 16    | 65 a 69 | 36    |
| 24    | 60 a 64 | 20    |
| 12    | 55 a 59 | 8     |
| 12    | 50 a 54 | 12    |
| 12    | 45 a 49 | 20    |
| 16    | 40 a 44 | 12    |
| 24    | 35 a 39 | 20    |
| 24    | 30 a 34 | 24    |
| 8     | 25 a 29 | 16    |
| 0     | 20 a 24 | 4     |
| 20    | 15 a 19 | 8     |
| 4     | 10 a 14 | 20    |
| 20    | 5 a 9   | 4     |
| 28    | 0 a 4   | 20    |

## Economia
El 2007 la població en edat de treballar era de 315 persones, 236 eren actives i 79 eren inactives. De les 236 persones actives 203 estaven ocupades (114 homes i 89 dones) i 34 estaven aturades (19 homes i 15 dones). De les 79 persones inactives 29 estaven jubilades, 21 estaven estudiant i 29 estaven classificades com a «altres inactius».

### Ingressos
El 2009 a Sainte-Scolasse-sur-Sarthe hi havia 262 unitats fiscals que integraven 587 persones, la mediana anual d'ingressos fiscals per persona era de 14.083 €.

### Activitats econòmiques
Dels 29 establiments que hi havia el 2007, 2 eren d'empreses alimentàries, 1 d'una empresa de fabricació de material elèctric, 1 d'una empresa de fabricació d'altres productes industrials, 6 d'empreses de construcció, 8 d'empreses de comerç i reparació d'automòbils, 2 d'empreses d'hostatgeria i restauració, 1 d'una empresa d'informació i comunicació, 1 d'una empresa immobiliària, 3 d'empreses de serveis, 2 d'entitats de l'administració pública i 2 d'empreses classificades com a «altres activitats de serveis».
Dels 9 establiments de servei als particulars que hi havia el 2009, 2 eren paletes, 2 fusteries, 2 lampisteries, 1 perruqueria i 2 restaurants.
Dels 3 establiments comercials que hi havia el 2009, 1 era una botiga de més de 120 m², 1 una botiga de menys de 120 m² i 1 una fleca.
L'any 2000 a Sainte-Scolasse-sur-Sarthe hi havia 24 explotacions agrícoles que ocupaven un total de 1.107 hectàrees.

## Equipaments sanitaris i escolars
El 2009 hi havia una escola elemental integrada dins d'un grup escolar amb les comunes properes formant una escola dispersa.

## Poblacions més properes
El següent diagrama mostra les poblacions més properes.